# 世界名作童話
『世界名作童話』（せかいめいさくどうわ）は、藤子・F・不二雄（発表時は藤子不二雄名義）の短編作品。『小学四年生』1975年（昭和50年）12月号に掲載された。

## 概要
「みにくいアヒルの子」、「眠れる森の美女」、「うらしま太郎」、「ヘンゼルとグレーテル」、「ジャックと豆の木」の5作品を題材とし、パロディ化したオムニバス漫画。
なお『ドラとバケルともうひとつ』の一環として掲載されたこともあり、「ジャックと豆の木」は『ドラえもん』の世界観で描かれ、ジャイアンが主人公である。

## 収録単行本
いずれも藤子・F・不二雄のSF短編を収録した短編集。
- 『藤子不二雄少年SF短編集』第2巻 小学館〈てんとう虫コミックス別コロ版〉
- 『藤子・F・不二雄 SF全短篇』第2巻 中央公論社〈中公愛蔵版〉
- 『藤子不二雄ランド 少年SF短篇』第5巻 中央公論社
- 『藤子・F・不二雄少年SF短編集』第2巻 小学館〈コロコロ文庫〉
- 『藤子・F・不二雄SF短編PERFECT版』第3集 小学館
- 『藤子・F・不二雄大全集 少年SF短編』第3巻 小学館